# Bataille de Takajō
Batailles
Campagne de Kyūshū
- Toshimitsu
- Hetsugi-gawa
- Takajō
- Ganjaku
- Akizuki
- Sendai-gawa
- Kagoshima

La bataille de Takajō en 1587, aussi appelée bataille de Takashiro, est la première bataille de la campagne de conquête de Kyūshū menée par Toyotomi Hideyoshi au Japon durant la période Sengoku.
Hashiba Hidenaga, demi-frère de Hideyoshi, à la tête de 90 000 hommes, débarque près de Takajō (château de Taka). Au cours des quelques années précédentes, le clan Shimazu de la province de Satsuma s'est étendu à travers l'île, s'emparant de Funai, capitale du clan Ōtomo. Ce faisant, ils sont devenus une importante puissance régionale et menacent la suprématie de Hideyoshi sur le Japon.
Les forces de Hidenaga poursuivent les Shimazu au-delà de Takajō et commencent à assiéger la forteresse. Shimazu Iehisa arrête alors ses forces d'environ 20 000 hommes et affronte un détachement de 15 000 guerriers Toyotomi. Trois mille guerriers Shimazu démantèlent les fortifications des assiégeants et les occupent assez longtemps pour effectuer une attaque de cavalerie. Cependant, ils se retrouvent alors attaqués de flanc par 1 500 guerriers Toyotomi, qui font tout pour donner l'illusion d'être beaucoup plus nombreux qu'ils ne le sont en réalité, et réussissent à couper leur fuite.
En se frayant un chemin à travers les forces Toyotomi, les Shimazu effectuent une retraite, laissant Takajō et la région environnante à Hashiba Hidenaga.

## Source de la traduction
- (en) Cet article est partiellement ou en totalité issu de l’article de Wikipédia en anglais intitulé « Battle of Takajō » (voir la liste des auteurs).